# دليل البرمجيات الحرة
دليل البرمجيات الحرة (FSD) هو مشروع تابع لمؤسسة البرمجيات الحرة (FSF). يقوم بفهرسة البرامج المجانية التي تعمل في ظل أنظمة التشغيل الحرة - خاصة جنو و لينكس. غالبًا ما تكون المشاريع المفهرسة قادرة على العمل في العديد من أنظمة التشغيل الأخرى. كان المشروع في السابق بالاشتراك مع اليونسكو.
على عكس بعض الأدلة الأخرى التي تركز على البرمجيات الحرة، يتحقق موظفو دليل البرمجيات الحرة من تراخيص البرامج المدرجة في الدليل.

## وصلات خارجية
- الموقع الرسمي